# Oxyopes lagarus
Oxyopes lagarus là một loài nhện trong họ Oxyopidae.
Loài này thuộc chi Oxyopes. Oxyopes lagarus được Tord Tamerlan Teodor Thorell miêu tả năm 1895.